# Leon Simon
Leon Melvyn Simon (Adelaide (Austrália),  6 de julho de 1945) é um matemático australiano. É atualmente professor da Universidade Stanford.
Recebeu o Prêmio Memorial Bôcher de 1994.